# 爆笑漫才大学
『爆笑漫才大学』（ばくしょうまんざいだいがく）は、1970年1月11日から同年2月22日まで日本テレビで放送されていた演芸番組である。全7回。放送時間は毎週日曜 13:15 - 14:30 （日本標準時）。

## 概要
漫才をメインにしていたテレビ演芸番組。
3月中にはプロ野球オープン戦中継があったことから、本番組の放送は行われなかった。また4月4日付の新聞各紙のラジオ・テレビ欄には、当日の「巨人×阪急」戦が雨天中止になった際の雨傘番組として本番組が最終回マーク付きで記載されていたが、オープン戦は予定通りに行われたため、最終回の放送が無いまま終了した。

## 出演者

### レギュラー
- コロムビア・トップ - 学長役で出演。
- コロムビア・ライト - 教頭役で出演。
- 下重暁子 - 副校長役で出演。

### ゲスト
| 回 | 放送日  | 漫才ゲスト                                     | その他のゲスト                                     |
| -- | ------- | ---------------------------------------------- | -------------------------------------------------- |
| 1  | 1月11日 | リーガル天才・秀才 ほか                        | 三遊亭圓生 ほか                                    |
| 2  | 1月18日 | Wけんじ リーガル天才・秀才 ほか                | 柳家金語楼 春日八郎 ほか                           |
| 3  | 1月25日 | 夢路いとし・喜味こいし 若井はんじ・けんじ ほか | 和田アキ子 ほか                                    |
| 4  | 2月1日  | トリオ・スカイライン ほか                      | 佐川満男 五代目三遊亭圓楽 ほか                     |
| 5  | 2月8日  | （不明）                                       | ファイティング原田 鶴岡雅義と東京ロマンチカ 左卜全 |
| 6  | 2月15日 | かしまし娘 ほか                                | 上田吉二郎 由紀さおり 佐々十郎 ほか                |
| 7  | 2月22日 | かしまし娘 上方柳次・柳太 ほか                 | 朝丘雪路 坂本スミ子 ほか                           |

参考：『東京新聞』中日新聞東京本社、1970年1月11日 - 2月22日付のラジオ・テレビ欄。

## スタッフ
- 構成・脚本：渋市幸雄
- 制作・著作：日本テレビ

## コーナー
- セレモニー
- 研究発表
- 異色ハプニング漫才
- 大喜利ゲーム
- 学長対談